# Polygala brasiliensis
Polygala brasiliensis är en jungfrulinsväxtart som beskrevs av Carl von Linné. Polygala brasiliensis ingår i släktet jungfrulinssläktet, och familjen jungfrulinsväxter. Inga underarter finns listade i Catalogue of Life.